# Liceo ginnasio Domenico Cotugno
Il liceo ginnasio Domenico Cotugno è un liceo italiano situato all'Aquila.

## Storia

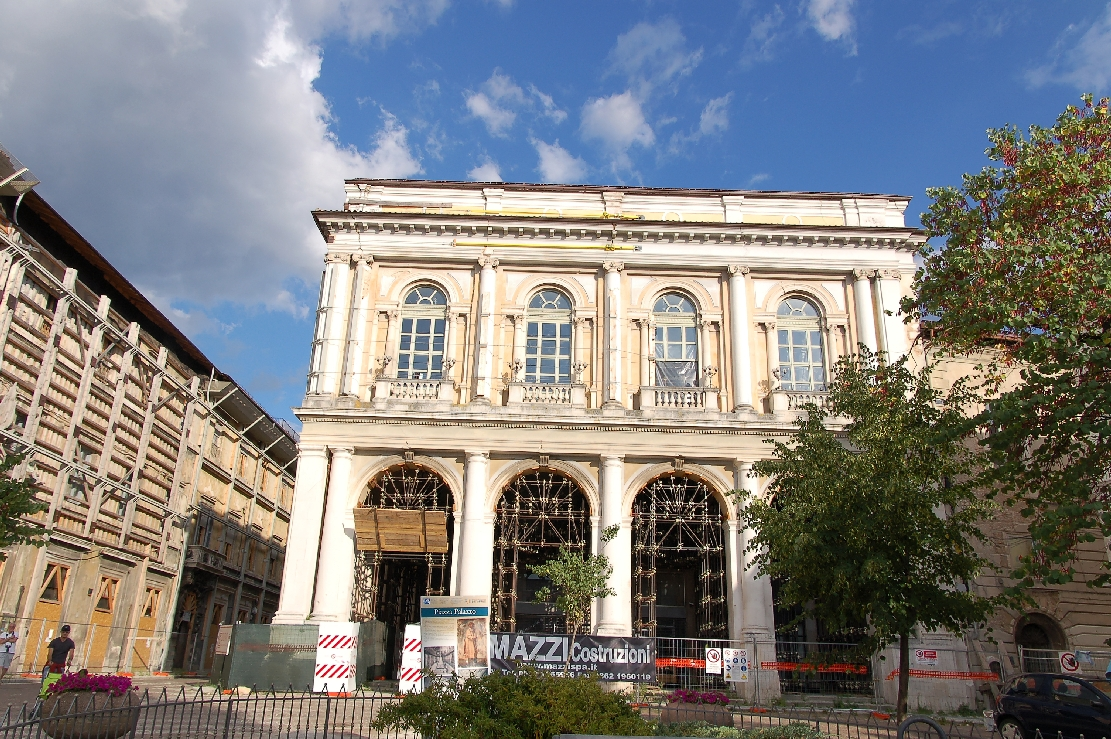
Il palazzo del Convitto, sede del liceo fino al 2002.

Nel 1315 i francescani istituirono il primo collegio cittadino all'interno del loro convento, adiacente alla scomparsa chiesa di San Francesco in piazza del Palazzo; in questo istituto insegnò, tra gli altri, Pietro dell'Aquila. Un secondo collegio — antesignano dell'Università degli studi dell'Aquila — venne poi impiantato nel 1596 dai Gesuiti nel palazzo Camponeschi.
Il liceo moderno sorse il 5 marzo 1816 per iniziativa di Ferdinando I delle Due Sicilie come traslazione del Collegio Reale dei Tre Abruzzi, fondato da Napoleone Bonaparte a Sulmona nel 1807; il trasferimento dell'istituto avvenne in seguito ad una profonda riorganizzazione del sistema scolastico nel Regno delle Due Sicilie e su pressione della sezione aquilana dell'Accademia dei Velati.
Su proposta di Niccolò Persichetti, la città chiese l'intitolazione a Gaio Sallustio Crispo, il cui busto compare al centro della piazza, ma — per volontà del Ministero della pubblica istruzione — il liceo fu intitolato al medico pugliese Domenico Cotugno che, all'inizio del XIX secolo, frequentò abitualmente la città. L'istituto comprendeva, oltre al convitto nazionale, le scuole di lettere, filosofia, fisica e matematica.
Nel 1861, con l'estensione anche in Abruzzo della legge Casati, il liceo ginnasio venne distinto dal convitto nazionale Domenico Cotugno e, nel 1923, rinnovato in chiave classica e umanistica con la riforma Gentile. In precedenza, nel 1879, la chiesa di San Francesco era stata distrutta per permettere la realizzazione del Palazzo del Convitto, che successivamente inglobò anche l'adiacente convento di San Francesco; l'istituto, il convitto e la biblioteca provinciale Salvatore Tommasi si trasferirono nella nuova sede nel 1883 e vi rimasero per oltre un secolo sino all'inizio degli anni duemila. Tra il 1889 e il 1904 il Palazzo venne radicalmente ristrutturato ad opera dell'ingegnere Costanzo Ciarletta.
Nel 1997 il liceo classico si è unito all'istituto magistrale Vittorio Emanuele II, fondato nel 1862 e avente sede a palazzo Gaglioffi; l'anno successivo è stato avviato il corso di scienze umane mentre a partire dal 2010, agli indirizzi esistenti, si è aggiunto il liceo musicale.
In seguito ai danni prodotti dal terremoto del 6 aprile 2009, i locali del liceo, del convitto e della biblioteca sono stati dichiarati inagibili; in seguito la sede è stata quindi trasferita per la prima volta dopo quasi due secoli fuori dal centro storico, in via Leonardo da Vinci.

## Sedi
- 1816–1883: Convento di San Francesco, piazza del Palazzo
- 1883–2002: Palazzo del Convitto, piazza del Palazzo
- 2002–2009: Palazzo Quinzi, via Andrea Bafile
- dal 2009: via Leonardo Da Vinci